# Eupomatia laurina
Eupomatia laurina är en tvåhjärtbladig växtart som beskrevs av Robert Brown. Eupomatia laurina ingår i släktet Eupomatia och familjen Eupomatiaceae. Inga underarter finns listade i Catalogue of Life.

## Bildgalleri

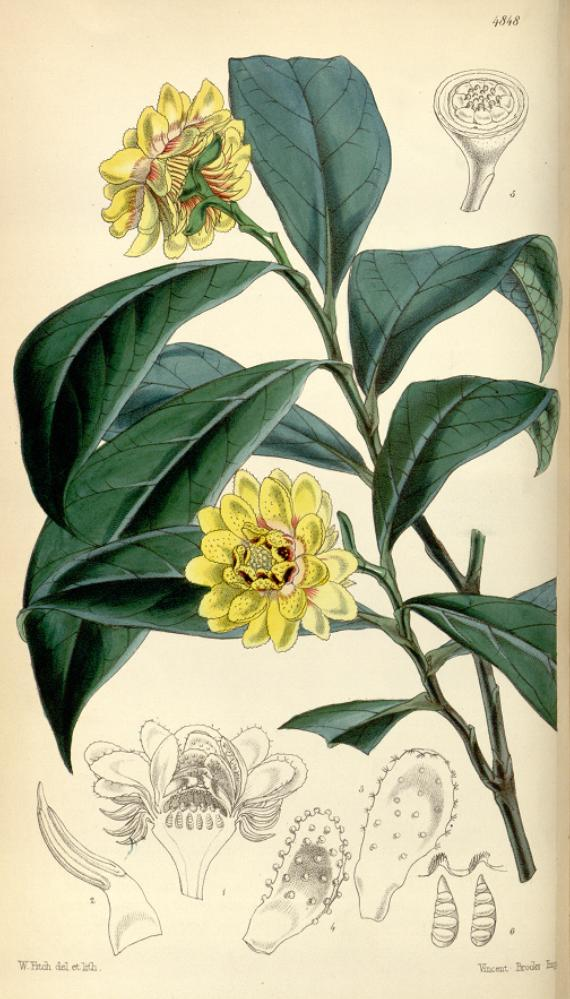
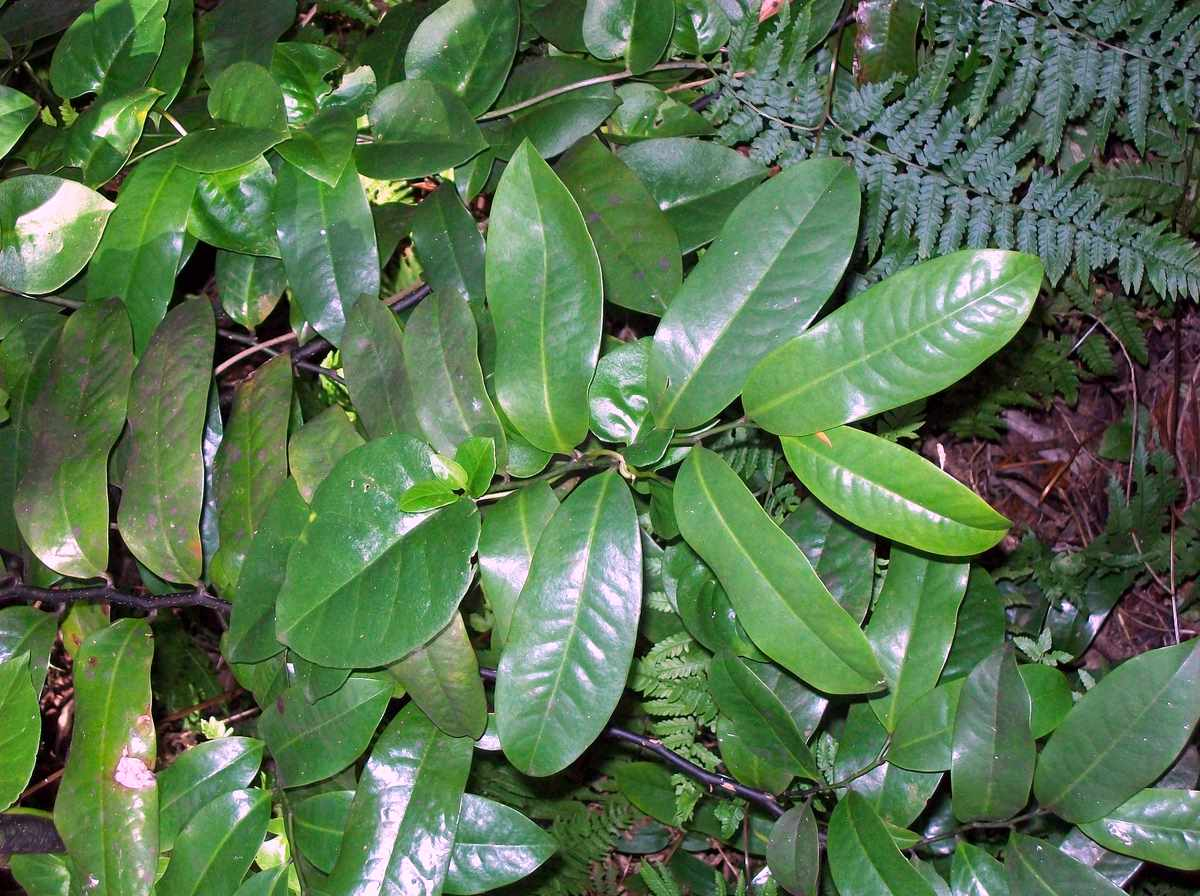
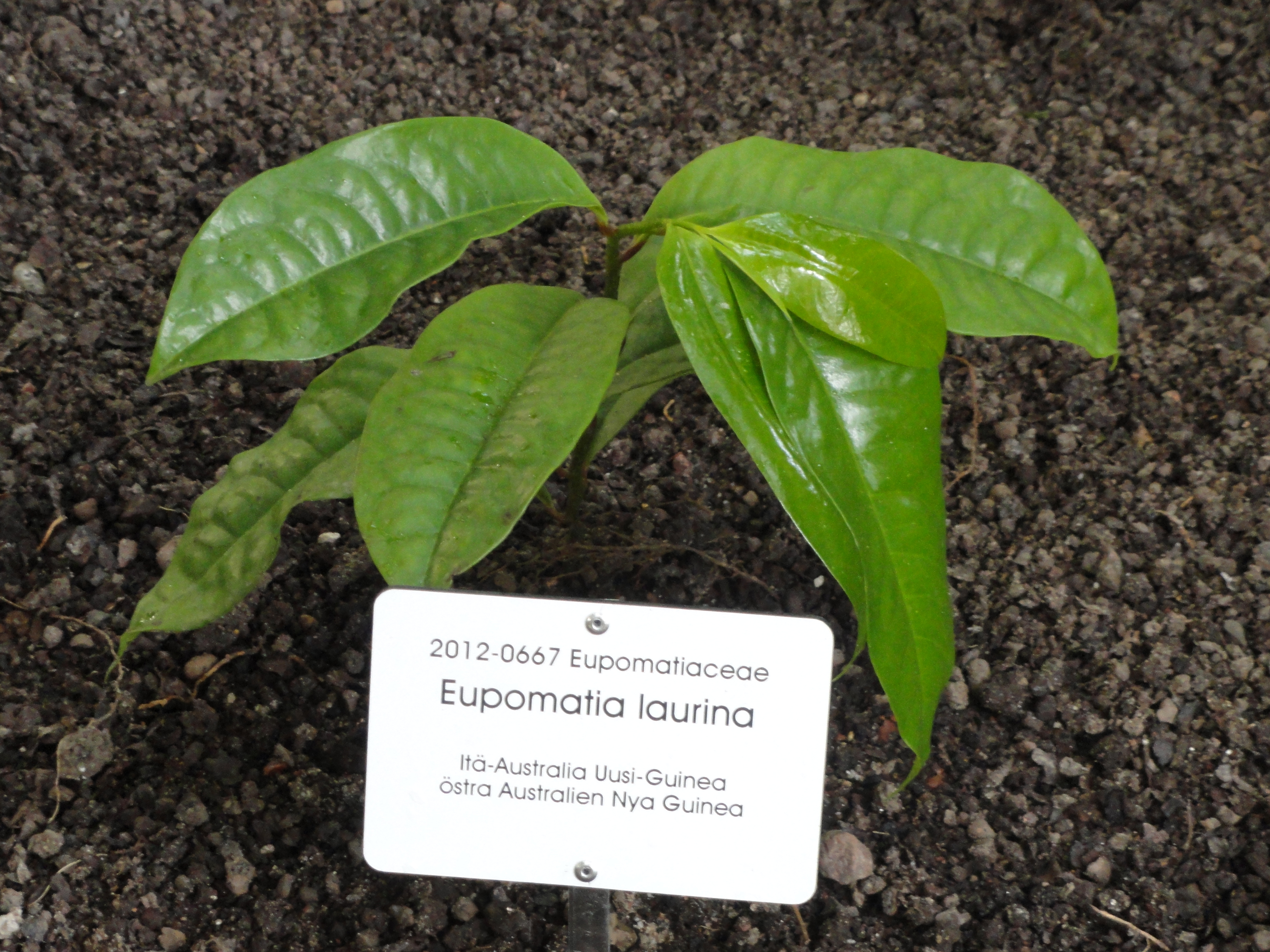
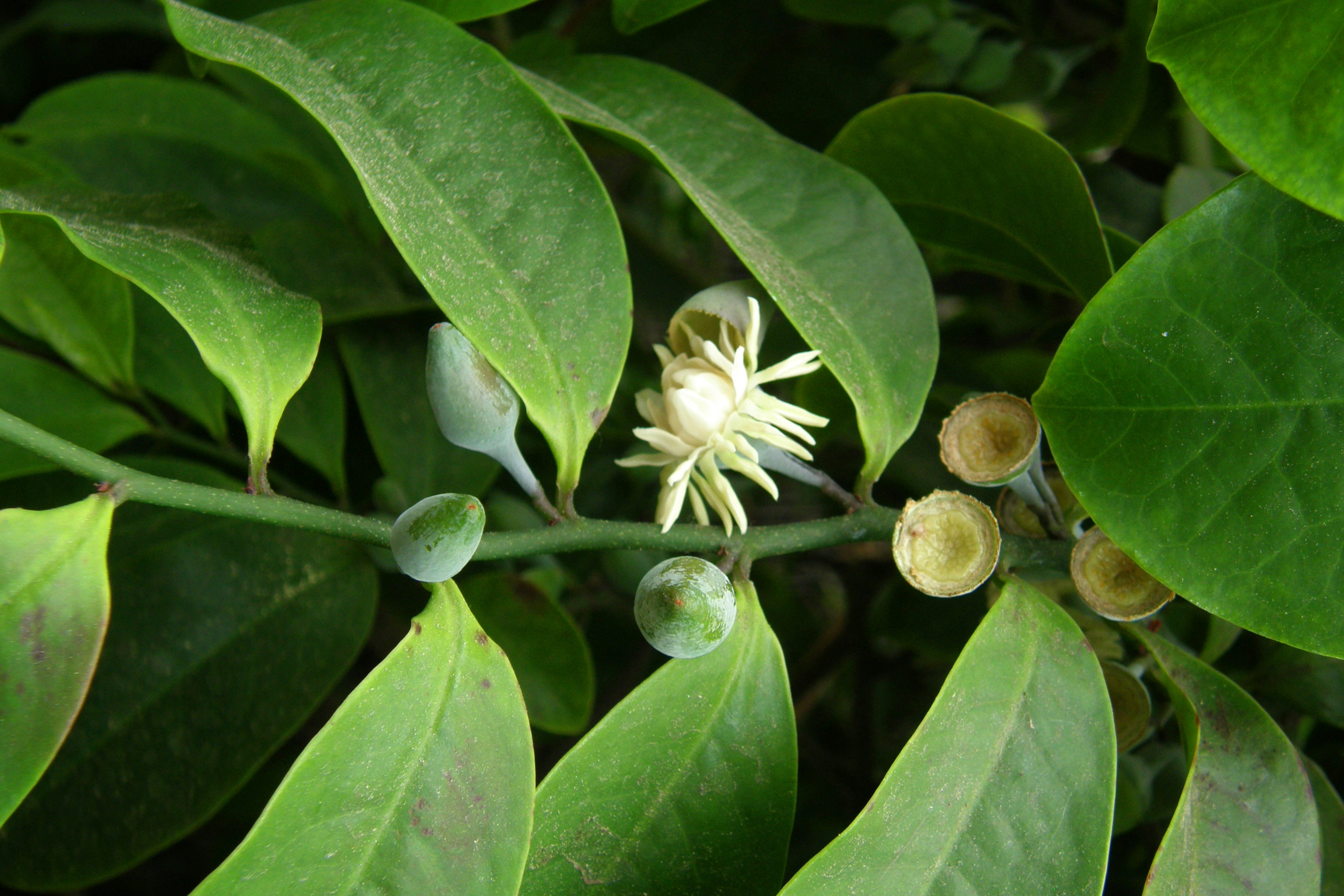
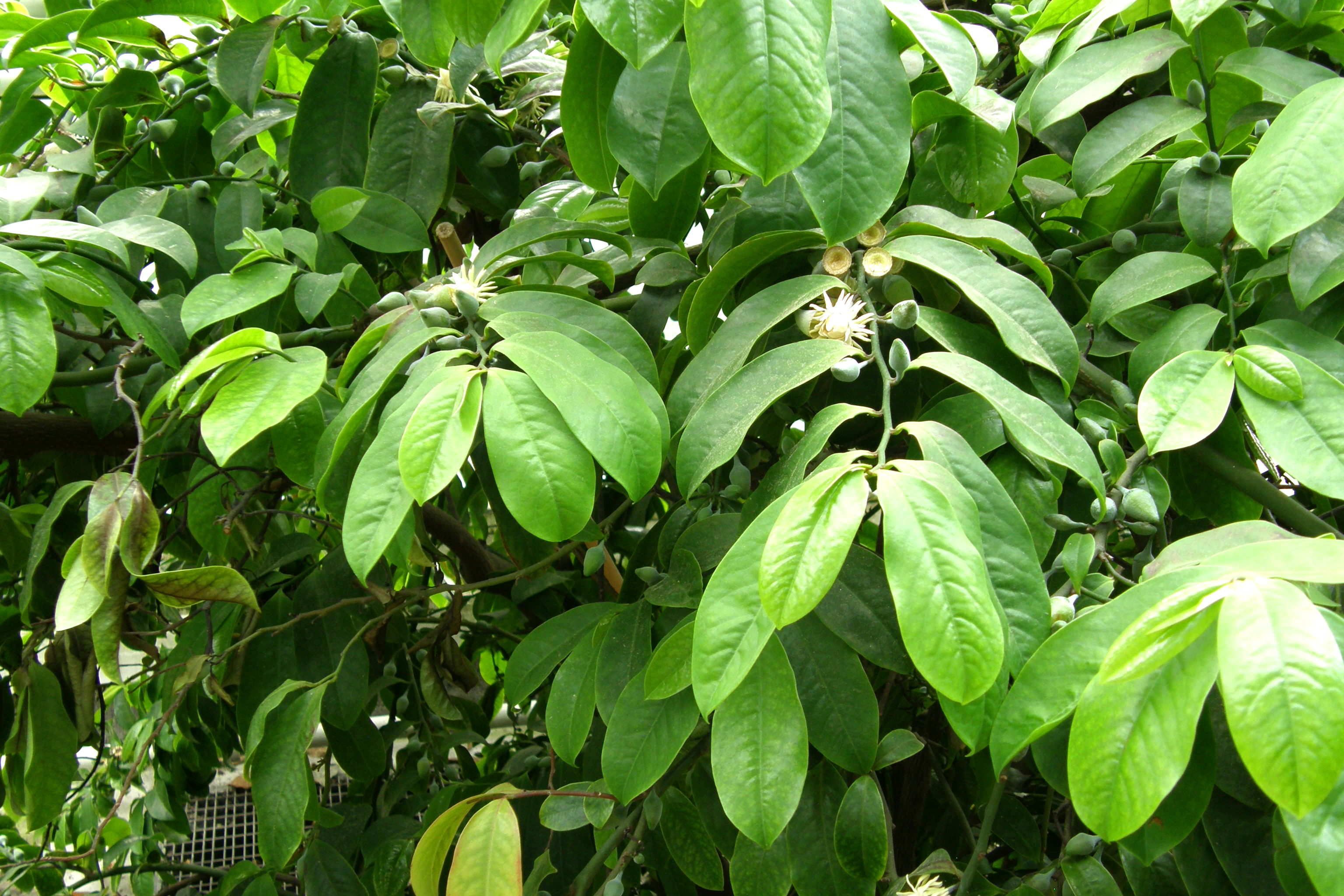